# پخش کردن (شبکه رایانه‌ای)
در شبکه رایانه ای، مخابرات و نظریه اطلاعات، پخش کردن یا انتشار (به انگلیسی: Broadcasting) روشی برای انتقال پیام به تمام گیرندگان به‌طور همزمان است.
پخش کردن می‌تواند به عنوان یک عملیات در لایهٔ بالای شبکه مثلاً در یک برنامه انجام شود، به عنوان مثال، پخش کردن در رابط ارسال پیام؛ یا ممکن است یک عملیات در لایهٔ پایین شبکه باشد، به عنوان مثال پخش کردن در اترنت.
ارتباط همه به همه یک روش ارتباطی رایانه ای است که در آن هر فرستنده پیام‌ها را به همه گیرندگان یک گروه منتقل می‌کند. در شبکه، این ارتباط را می‌توان با استفاده از پخش کردن یا چندپخشی انجام داد. این روش، متفاوت با روش نقطه به نقطه است که در آن هر فرستنده تنها با یک گیرنده ارتباط برقرار می‌کند.

## روش‌های آدرس دهی
چهار روش اصلی آدرس دهی در پروتکل اینترنت وجود دارد:
- تک پخشی (به انگلیسی: Unicast) با استفاده از ارتباط یک به یک بین فرستنده و مقصد، پیامی را به یک گره خاص تحویل می‌دهد: هر آدرس مقصد به‌طور منحصر به فرد یک نقطه پایانی گیرنده را شناسایی می‌کند.
- پخش کردن (به انگلیسی: Broadcasting) با استفاده از ارتباط یک به همه، پیامی را به تمام گره‌های شبکه ارائه می‌کند. یک دیتاگرام (یا بسته) از یک فرستنده به تمام نقاط انتهایی احتمالاً چندگانه مرتبط با آدرس پخش هدایت می‌شود. شبکه به‌طور خودکار دیتاگرام‌ها را در صورت نیاز بازپخش می‌کند تا به تمام گیرندگان در محدوده پخش دسترسی پیدا کند، که عموماً یک زیرشبکه کامل شبکه است.
- چندپخشی (به انگلیسی: Multicast) پیامی را به گروهی از گره‌ها که علاقه‌مندی خود را برای دریافت پیام ابراز کرده‌اند، ارائه می‌دهد. دیتاگرام‌ها به‌طور همزمان در یک انتقال به بسیاری از گیرندگان هدایت می‌شوند. چندپخشی با پخش متفاوت است زیرا آدرس مقصد زیرمجموعه ای از گره‌های قابل دسترسی را مشخص می‌کند، نه لزوماً همه.
- هریابی (به انگلیسی: Anycast) یک پیام را به هر یک از گروه‌های گره ارائه می‌دهد، الگوریتم مسیریابی، گیرنده واحدی را از هر گروه انتخاب می‌کند که بر اساس فاصله یا اندازه‌گیری هزینه، نزدیک‌ترین گیرنده است.

## بررسی اجمالی
در شبکه‌های رایانه ای، پخش کردن به معنای انتقال یک بسته به نحوی است که توسط همه دستگاه‌های موجود در شبکه دریافت شود. در عمل، پخش کردن به یک دامنه پخش محدود می‌شود.
پخش کردن عمومی‌ترین روش ارتباطی است، و همچنین فشرده‌ترین است، به این معنا که ممکن است پیام‌های زیادی تقاضا شود و بسیاری از دستگاه‌های شبکه درگیر شوند. این روش برخلاف آدرس دهی تک پخشی است که در آن میزبان دیتاگرام‌ها را تنها به یک میزبان دیگر می‌فرستد که با یک آدرس منحصر به فرد شناسایی می‌شود.
پخش کردن ممکن است به یکی از دو شکل توسط هر فرستنده انجام شود. در «همه پراکندگی» پیام‌ها برای هر گیرنده مجزا هستند، در «همه پخش ای» پیام‌ها یکسان هستند.
روش ارسال پیام MPI که استاندارد واقعی در خوشه‌های کامپیوتری بزرگ است، شامل روش MPI_Alltoall است.
همه فن آوری‌های شبکه از آدرس دهی پخش پشتیبانی نمی‌کنند. برای مثال، X.25 و رله فریم قابلیت پخش ندارند. پروتکل اینترنت نسخه 4 (IPv4)، که پروتکل اصلی شبکه ای است که امروزه در اینترنت و همه شبکه‌های متصل به آن استفاده می‌شود، از پخش پشتیبانی می‌کند، اما «دامنه پخش»، زیرشبکهٔ (subnet) میزبانِ (host) پخش است که معمولاً کوچک است؛ هیچ راهی برای پخش کردن در سراسر شبکه اینترنت وجود ندارد. پخش کردن عمدتاً به فناوری‌های شبکه محلی (LAN) محدود می‌شود، به ویژه اترنت و حلقه توکن، که در آن تأثیر عملکرد پخش کردن به اندازه یک شبکهٔ گسترده زیاد نیست.
جانشین IPv6، IPv4 پخش کردن را روی خود اجرا نمی‌کند تا از ایجاد اختلال بر روی تمامی گره‌های شبکه در زمانی که فقط تعداد کمی ممکن است به یک سرویس خاص علاقه‌مند باشند، جلوگیری کند. در عوض IPv6 به آدرس دهی چندپخشی متکی است - یک روش مسیریابی شبیه مفهوم یک به چند. چندپخشی مجموعه گیرنده‌ها را محدود به گیرنده‌هایی می‌کند که به یک گروه گیرنده چندپخشی خاص می‌پیوندند.
هر دوی اترنت و IPv4 از یک «آدرس پخش همه_یک» برای نشان دادن بسته پخش استفاده می‌کنند. توکن رینگ از یک مقدار ویژه در قسمت کنترلِ IEEE 802.2 استفاده می‌کند.
پخش کردن ممکن است برای انجام یک نوع حمله بندآوری خدمات (DoS) به نام حمله اسمورف (Smurf) مورد سوء استفاده قرار بگیرد. در این نوع حملات به‌طور خلاصه مهاجم درخواست‌های پینگ جعلی را با آدرس Ip منبع(source Ip address) رایانه قربانی به وسیله پخش ارسال می‌کند. رایانه قربانی به وسیله پاسخ‌های رایانه‌های موجود در دامنه پخش، مختل می‌شود.